# Hrvatski rukometni kup za muškarce 2018./19.
Hrvatski rukometni kup za muškarce za sezonu 2018./19. je sedamnaesti put zaredom osvojio klub Prvo plinarsko društvo (PPD) iz Zagreba.

## Rezultati

### Osmina završnice
| datum             | par                                   | rez.  | napomene |
| ----------------- | ------------------------------------- | ----- | -------- |
| 26. veljače 2019. | Korčula - Dubrava Zagreb              | 24:36 |          |
| 27. veljače 2019. | Balić-Metlilčić Split - Varaždin 1930 | 21:29 |          |
| 27. veljače 2019. | Moslavina Kutina - Spačva Vinkovci    | 30:23 |          |
| 27. veljače 2019. | Požega - Nexe Našice                  | 25:41 |          |
| 27. veljače 2019. | Vidovec - Poreč                       | 21:24 |          |
| 27. veljače 2019. | Sesvete - Rudar Labin                 | 25:26 |          |
| 27. veljače 2019. | Čakovec - Zamet Rijeka                | 32:31 |          |
| 4. ožujka 2019.   | Osijek - PPD Zagreb                   | 24:38 |          |

### Četvrtzavršnica
| datum             | par                               | rez.  | napomene |
| ----------------- | --------------------------------- | ----- | -------- |
| 3. travnja 2019.  | Čakovec - Rudar Labin             | 31:29 |          |
| 3. travnja 2019.  | Moslavina Kutina - Dubrava Zagreb | 24:29 | [ 2 ]    |
| 24. travnja 2019. | PPD Zagreb - Varaždin 1930        | 39:26 |          |
| 30. travnja 2019. | Poreč - Nexe Našice               | 20:31 |          |

### Završni turnir
Igran od 17. do 19. svibnja 2019. u Poreču u dvorani "Žatika".

| klub1         | rez.          | klub2          |
| poluzavršnica | poluzavršnica | poluzavršnica  |
| ------------- | ------------- | -------------- |
| PPD Zagreb    | 33:31         | Nexe Našice    |
| Čakovec       | 30:33         | Dubrava Zagreb |
|               |               |                |
| za pobjednika |               |                |
| PPD Zagreb    | 35:28         | Dubrava Zagreb |

## Unutrašnje poveznice
- Hrvatski rukometni kup
- Premijer liga 2018./19.
- 1. HRL 2018./19.
- 2. HRL 2018./19.
- 3. HRL 2018./19.

## Vanjske poveznice
- hrs.hr
- hr-rukomet.hr